# Духшасана
Духша́сана (санскр. दुःशासन, IAST: Duḥśāsana) — герой древнеиндийского эпоса «Махабхарата», второй сын слепого царя Дхритараштры и его жены Гандхари, младший брат Дурьодханы.

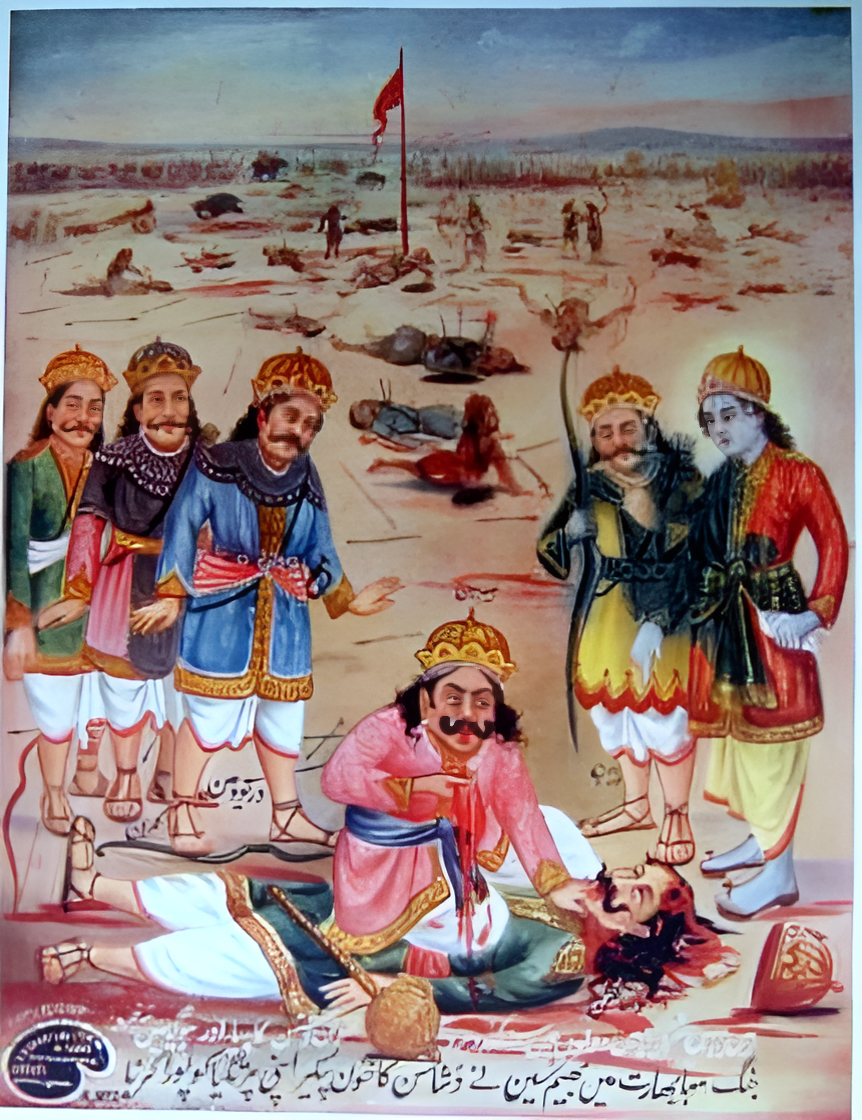
Бхима выполняет свою клятву относительно Духшасаны на поле битвы Курукшетра

Гандхари получила благословение от риши Вьясы на рождение ста сыновей. Забеременев, Гандхари два года не могла разродиться. Раздосадованная царица, узнав, что жена Панду Кунти к тому времени уже родила старшего из Пандавов Юдхиштхиру (то есть её потомство вместе со старшинством утратило право на престол Кауравов), распорола себе живот ножом. В результате из её чрева вышла масса плоти сероватого цвета. На помощь пришёл Вьяса, следуя наставлениям которого Гандхари разделила кусок плоти на сто равных частей, поместив каждый из них в горшок с гхи. Закупорив горшки, она закопала их в землю. По прошествии одного года, Гандхари начала откапывать горшки и откупоривать их. Из первого горшка явился Дурьодхана, а из второго — Духшасана. Духшасана был очень предан своему старшему брату Дурьодхане и был активно вовлечён в различные интриги и заговоры с целью убийства Пандавов.
После того, как Юдхиштхира потерял в результате игры в кости с Шакуни своё царство, своих братьев и свою жену Драупади, Духшасана притащил Драупади за волосы в собрание царей, организованное Дурьодханой, где попытался раздеть её. Драупади помолилась Кришне, который сделал её сари бесконечным, и Духшасана не смог снять его. Опозоренная Драупади поклялась не завязывать себе волосы до тех пор, пока не смажет их кровью из груди Духшасаны. Тогда Бхима поклялся разорвать Духшасане грудь и испить из неё крови.
В ходе Битвы на Курукшетре, Бхима убивает Духшасану, отрывает от его туловища руку и пьёт его кровь, выполняя таким образом свою клятву. Смерть Духшасаны приводит в беспокойство Карну и Дурьодхану, а также деморализует армию Кауравов, наблюдающую за кровавой расправой, учинённой Бхимой.